# Bullou
Bullou är en kommun i departementet Eure-et-Loir i regionen Centre-Val de Loire strax norr om centrala Frankrike. Kommunen ligger i kantonen Brou som tillhör arrondissementet Châteaudun. År 2015 hade Bullou 238 invånare.

## Befolkningsutveckling
Antalet invånare i kommunen Bullou
Referens:INSEE